# Candi Gómez
Cándido "Candi" Gómez Álvarez (Porriño, 14 de mayo de 1928-Granada, 2 de septiembre de 2024) fue un futbolista español que se desempeñó en la posición de guardameta. Disputó un total de 4 temporadas en Primera División y 10 en Segunda.
Tras su retirada, fue presidente del Granada Club de Fútbol durante 15 años en un total de cinco etapas: una primera entre 1967 y 1976, nuevamente entre 1981 y 1985, un breve periodo en 1985, posteriormente varios meses entre 1985 y 1986, a continuación otro breve periodo entre 1986 y 1987 y finalmente unos meses entre 1996 y 1997. 
Su primer mandato coincidió con la época más exitosa del Granada en Primera División y a él se le atribuye la decisión de que el club nazarí pasara a vestir rayas rojas y blancas horizontales en su camiseta a partir de la temporada 1973-74.

## Trayectoria
| Club            | Años        | Partidos |
| --------------- | ----------- | -------- |
| Valencia C. F.  | 1947 - 1948 | 1        |
| Real Valladolid | 1947 - 1948 | 2        |
| Granada C. F.   | 1948 - 1950 | 54       |
| Real Zaragoza   | 1950 - 1952 | 38       |
| Granada C. F.   | 1952 - 1958 | 142      |
| Levante U. D.   | 1958 - 1959 | 19       |
| Granada C. F.   | 1959 - 1961 | 17       |